# Andrzej Śliwak
Andrzej Śliwak (ur. 16 kwietnia 1972, zm. 9 grudnia 2019) – polski scenarzysta telewizyjny i filmowy, wrocławianin.
Współpracował między innymi z: Marcinem Wolskim, Cezarym Harasimowiczem, Pawłem Nowickim.

## Wybrane produkcje
- Pielęgniarki – serial paradokumentalny dla Polsat (2014-2015) – scenarzysta nadzorujący
- Policjantki i policjanci – serial paradokumentalny dla TV4 (2014-)
- Szkoła życia – serial paradokumentalny dla TVP (2013) – scenarzysta nadzorujący
- Śliwowica – film fabularny (2013)
- Galeria – serial dla TVP (2012–2014)
- Pierwsza miłość – serial dla Polsat (2010-)
- Majka – serial dla TVN (2009-2010)
- Naznaczony – serial dla TVN (2009)
- Rajskie klimaty – serial dla TVP (2009)
- Warto kochać – serial (2006-07) dla TVP1
- Wirtul@ndia – bajka dla dzieci (2002-06) dla TVP1
- Biuro kryminalne – serial dla TVP (2006-07)
- Saloon gier – satyra polityczna dla TVP potem POLSAT (2005) i (2009)
- Zaczarowany pociąg – serial (2004) dla TVP1
- Sukces w reż. Marka Bukowskiego (2003, ITI Cinema) – współpraca scenariuszowa